# Primeira acusação constitucional contra Sebastián Piñera
A primeira acusação constitucional contra Sebastián Piñera foi uma tentativa de impeachment aberto com o objetivo de pôr fim ao segundo mandato de Sebastián Piñera como presidente do Chile. Esse processo começou em 19 de novembro de 2019 com a apresentação da acusação assinada por dez deputados, uma exigência estabelecida pela Constituição de 1980.
A acusação expressa que os atos do governo Piñera haviam comprometido gravemente a honra da Nação e que violaram abertamente a Constituição e as leis; em particular, sustenta que infringiu a Constituição e as leis ao permitir que a polícia nacional e as forças armadas - estas últimas durante um estado de exceção constitucional - cometessem violações dos direitos humanos de maneira sistemática e generalizada, durante os protestos iniciados em outubro e que comprometeu seriamente a honra do país por consentir com a referida violação.
Foi a segunda acusação constitucional apresentada contra um Presidente da República em exercício, após o impeachment de Carlos Ibáñez del Campo, em 1956, que foi destituído pela Câmara dos Deputados.
Na Câmara dos Deputados, levantou-se a questão prévia de que a acusação não atendia aos requisitos que a Constituição Política indica, que foi aprovada em 12 de dezembro de 2019 por 79 votos a favor e 73 contra, razão pela qual a acusação constitucional foi finalmente considerada arquivada, concluindo o processo.